# Robert Pache
Robert Pache (Morges, 26 september 1897 – 31 december 1974) was een Zwitsers voetballer, die speelde als aanvaller. Hij overleed op 77-jarige leeftijd.

## Clubcarrière
Pache speelde gedurende zijn carrière voor Servette FC, CA Paris, opnieuw Servette FC en tot slot FSV Frankfurt. Met Servette won hij tweemaal de Zwitserse landstitel.

## Interlandcarrière
Pache kwam vijftien keer (negen goals) uit in het Zwitsers nationaal elftal in de periode 1921–1924. Onder leiding van de Engelse bondscoach Teddy Duckworth nam hij met zijn vaderland deel aan de Olympische Spelen 1924 in Parijs, waar de Zwitsers de zilveren medaille wonnen. In de finale verloor de ploeg met 3–0 van Uruguay, dat de revelatie van het toernooi werd.

## Erelijst
Servette
- Zwitsers landskampioen

1918, 1922
 CA Paris
- Coupe de France

1920
| Logo van de Olympische Spelen | Goud | Zilver | Brons | Logo van de Olympische Spelen |
|                               | 0    | 1      | 0     |                               |